# Unter Null (Film)
Unter Null (Originaltitel: Less Than Zero) ist die Verfilmung des gleichnamigen Romans von Bret Easton Ellis. Die deutsche Erstaufführung fand bei den Internationalen Filmfestspielen Berlin 1988 statt.

## Handlung
Im Mittelpunkt von Unter Null steht der Student Clay, der über die Weihnachtsferien vom College an der Ostküste in seine Heimatstadt Los Angeles zurückkehrt, um Familie und Freunde zu besuchen. Auch versucht er seine ehemalige Freundin Blair wieder für sich zu gewinnen. Diese hat ihre akademischen Ambitionen aufgegeben, arbeitet mittlerweile als erfolgreiches Fotomodell und lebt jetzt mit Julian, seinem besten Freund aus gemeinsamen Schulzeiten, zusammen. Julian ist nach gescheiterten Berufsprojekten hoch verschuldet und dazu noch kokainsüchtig.
Die gemeinsame Vergangenheit aber verbindet noch. Auf nächtlichen Streifzügen durch die Clubs und auf Partys finden die High-School-Freunde wieder zusammen. Als Blair sich schließlich wieder für Clay entscheidet und Julian keinen anderen Ausweg sieht, als seine Schulden durch Prostitution zu begleichen, eskaliert die Situation. Clay und Blair wollen ein letztes Mal den gemeinsamen Freund retten. Vergeblich. Julian stirbt an einer Überdosis.

## Soundtrack
Der Soundtrack enthält den Track You and Me von Glenn Danzig And The Power And Fury Orchestra und eine Coverversion des Simon-&-Garfunkel-Klassikers A Hazy Shade of Winter der Popgruppe The Bangles. Diese wurde zum Welthit.
Im Oktober 2016 erschien ein offizieller zweiter Soundtrack zum Film. Er beinhaltet ausschließlich die von Thomas Newman komponierten Instrumentalstücke.

## Einspielergebnis
Der Film erzielte ein US-Einspielergebnis von rund 12,4 Millionen Dollar.

## Kritiken
- epd-Film-Rezensent Rudolf Worschech: „Unter Null ist Dekoration, und die Personen sind nur ein Teil davon.“
- Das Heyne Filmjahrbuch 1989: „Marek Kanievskas Film hat sich ganz der kühlen, synthetischen Äußerlichkeit dieser konsumgierigen Schickeria verschrieben.“
- Im Lexikon des internationalen Films heißt es, 'Unter Null' „… behandelt sein Thema allzu lehrbuchhaft und schwelgt mit Vorliebe in modisch-gelackten Bildern einer mondänen Welt, die von einer konsumgierigen Schickeria bevölkert wird. Durch allzu viele Klischees eines Lebens in synthetischer Äußerlichkeit büßt er endgültig an Überzeugungskraft ein.“
- The Reporter: „Hollywood hat aus Bret Easton Ellis brillanter Perspektive einen Rohrkrepierer konstruiert.“[1]
- Los Angeles Times: „Anti-Kokain-Parabel versetzt mit sentimentalem Gedusel.“[1]
- L.A. Weekly: „Voller Kompromisse und tödlicher Schwächen. Der Film verwässert die trostlose Atmosphäre der Vorlage und erfindet „positive Szenen“ und setzt inkompetente Schauspieler ein. Einziger Lichtblick: Robert Downey Jr.“[1]
- In dem Buch Heyne Filmbibliothek: 1000 Kultfilme auf Video lobt Jean Lüdeke eine Inszenierung mit viel Gefühl und Atmosphäre. Auch die Filmmusik von Thomas Newman wird als „unter die Haut gehend“ beschrieben.

## Wirkung
Less Than Zero war Vorbild und bot Vorlagen für Handlungsstränge erfolgreicher TV-Serien der frühen 1990er Jahre wie Beverly Hills, 90210 und Melrose Place.

## Trivia
Brad Pitt ist in Unter Null in einer Statistenrolle zu sehen. In der amerikanischen Datenbank IMDb ist zu lesen, dass er für seinen Auftritt 38 Dollar Gage erhielt.
In Ellis’ 2010 erschienenem Roman Imperial Bedrooms, einer Fortsetzung von Less Than Zero, beklagen sich die Romanhelden über die geringe Werktreue des Films gegenüber der damaligen Buchvorlage.